# Les Molunes
Les Molunes är en kommun i departementet Jura i regionen Bourgogne-Franche-Comté i östra Frankrike. Kommunen ligger i kantonen Saint-Claude som tillhör arrondissementet Saint-Claude. År 2018 hade Les Molunes 133 invånare.

## Befolkningsutveckling
Antalet invånare i kommunen Les Molunes
Referens:INSEE